# 김현민 (1973년)
김현민(金玄敏, 1973년 9월 15일 ~ )은 전 KBO 리그의 외야수인데  1996년 쌍방울에서 프로 생활을 시작했으며 쓸만한 대타 요원-좌투수 보강을 위한 롯데 구단의 요청에 따라 1998년 6월 5일 좌완투수 박성기와 함께 이동수 박계원과의 맞트레이드를 통해 롯데 유니폼을 입었고 군 복무 중이던 1999년 11월 25일 자유계약선수로 풀려 한동안 야구를 포기했다가 쌍방울 시절 감독이었던 김성근 감독의 부름을 받아 2001년 7월 10일 LG 트윈스로 현역 복귀했으며 2002년 시즌 후 은퇴했다.
한편, 1998년 6월 5일 본인과 함께 롯데 유니폼을 입었던 박성기는 다음 해 개막 며칠 뒤 한화 유니폼을 입었고 같은 해 한국시리즈 우승의 기쁨을 누렸으나 김현민과 같은 날 자유계약선수로 풀려 은퇴했다.

## 출신학교
- 인천고등학교
- 홍익대학교

## 등번호
- 25번(쌍방울 레이더스)
- 5번(롯데 자이언츠)
- 48번(LG 트윈스)